# Поњавићи
Поњавићи је насељено место у Босни и Херцеговини у општини Доњи Вакуф. Административно припада Федерацији Босне и Херцеговине, односно њеном Средњобосанском кантону. Према попису становништва из 2013. у насељу је живело 343 становника, а већину популације чинили су Бошњаци.

## Становништво
По последњем службеном попису становништва из 2013. године у насељу Јеманлићи живело је 343 становника. Етничку већину у селу чине Бошњаци, а пре рата село је било чисто српско.
| Националност | 2013. | 1991.        | 1981.        | 1971.        |
| Бошњаци      | —     | 13 (4,56%)   | —            | —            |
| Срби         | —     | 266 (93,33%) | 232 (94,48%) | 263 (99,62%) |
| Хрвати       | —     | —            | —            | 1 (0,38%)    |
| Југословени  | —     | 3 (1,05%)    | 6 (2,52%)    | —            |
| остали       | —     | 3 (1,05%)    | —            | —            |
| Укупно       | 343   | 285          | 238          | 264          |